# Casting du Saturday Night Live
 (janvier 2024).
Voici la liste du casting du Saturday Night Live, depuis sa création en 1975.

## Comédiens
| Membres du SNL                                       | Années d'activités      | Membres occasionnels | Membres permanents | Weekend Update Anchor | Invité | Best Of |
| ---------------------------------------------------- | ----------------------- | -------------------- | ------------------ | --------------------- | ------ | ------- |
| Fred Armisen                                         | 2002 - present          |                      | x                  |                       |        |         |
| Dan Aykroyd                                          | 1975 - 1979             |                      | x                  | x                     | x      | x       |
| Peter Aykroyd                                        | 1979 - 1980             | x                    |                    |                       |        |         |
| Morwenna Banks                                       | 1995                    |                      | x                  |                       |        |         |
| Jim Belushi                                          | 1983 - 1985             |                      | x                  |                       |        |         |
| John Belushi†                                        | 1975 - 1979             |                      | x                  |                       |        | x       |
| Jim Breuer                                           | 1995 - 1998             |                      | x                  |                       |        |         |
| A. Whitney Brown                                     | 1985 - 1991             | x                    |                    |                       |        |         |
| Beth Cahill                                          | 1991 - 1992             | x                    |                    |                       |        |         |
| Dana Carvey                                          | 1986 - 1993             |                      | x                  |                       | x      | x       |
| Chevy Chase                                          | 1975 - 1976             |                      | x                  | x                     | x      | x       |
| Ellen Cleghorne                                      | 1991 - 1995             |                      | x                  |                       |        |         |
| George Coe                                           | 1975                    |                      | x                  |                       |        |         |
| Billy Crystal                                        | 1984 - 1985             |                      | x                  | x                     | x      |         |
| Jane Curtin                                          | 1975 - 1980             |                      | x                  | x                     |        |         |
| Joan Cusack                                          | 1985 - 1986             |                      | x                  |                       |        |         |
| Tom Davis                                            | 1979 - 1980             | x                    |                    |                       |        |         |
| Denny Dillon                                         | 1980 - 1981             |                      | x                  |                       |        |         |
| Jim Downey                                           | 1979 - 1980             | x                    |                    |                       |        |         |
| Robert Downey, Jr.                                   | 1985 - 1986             |                      | x                  |                       | x      |         |
| Brian Doyle-Murray                                   | 1979 - 1982             | x                    |                    | x                     |        |         |
| Rachel Dratch                                        | 1999 - 2006             |                      | x                  |                       |        |         |
| Robin Duke                                           | 1981 - 1984             |                      | x                  |                       |        |         |
| Nora Dunn                                            | 1985 - 1990             |                      | x                  |                       |        |         |
| Christine Ebersole                                   | 1981 - 1982             |                      | x                  | x                     |        |         |
| Dean Edwards                                         | 2001 - 2003             | x                    |                    |                       |        |         |
| Abby Elliott                                         | 2008 - present          | x                    |                    |                       |        |         |
| Chris Elliott                                        | 1994 - 1995             |                      | x                  |                       |        |         |
| Jimmy Fallon                                         | 1998 - 2004             |                      | x                  | x                     |        | x       |
| Siobhan Fallon Hogan                                 | 1991 - 1992             | x                    |                    |                       |        |         |
| Chris Farley†                                        | 1990 - 1995             |                      | x                  |                       | x      | x       |
| Will Ferrell                                         | 1995 - 2002             |                      | x                  |                       | x      | x       |
| Tina Fey                                             | 2000 - 2006             |                      | x                  | x                     | x      |         |
| Will Forte                                           | 2002 - present          |                      | x                  |                       |        |         |
| Al Franken                                           | 1979 - 1980 1986 - 1995 | x                    |                    |                       |        |         |
| Janeane Garofalo                                     | 1994 - 1995             |                      | x                  |                       |        |         |
| Ana Gasteyer                                         | 1996 - 2002             |                      | x                  |                       |        |         |
| Gilbert Gottfried                                    | 1980 - 1981             |                      | x                  |                       |        |         |
| Mary Gross                                           | 1981 - 1985             |                      | x                  | x                     |        |         |
| Christopher Guest                                    | 1984 - 1985             |                      | x                  | x                     |        |         |
| Bill Hader                                           | 2005 - present          |                      | x                  |                       |        |         |
| Anthony Michael Hall                                 | 1985 - 1986             |                      | x                  |                       |        |         |
| Brad Hall                                            | 1982 - 1984             |                      | x                  | x                     |        |         |
| Rich Hall                                            | 1984 - 1985             |                      | x                  |                       |        |         |
| Darrell Hammond                                      | 1995 - 2009             |                      | x                  |                       |        | x       |
| Phil Hartman†                                        | 1986 - 1994             |                      | x                  |                       | x      | x       |
| Jan Hooks                                            | 1986 - 1991             |                      | x                  |                       |        |         |
| Yvonne Hudson                                        | 1980 - 1981             | x                    |                    |                       |        |         |
| Melanie Hutsell                                      | 1991 - 1994             |                      | x                  |                       |        |         |
| Victoria Jackson                                     | 1986 - 1992             |                      | x                  |                       |        |         |
| Chris Kattan                                         | 1996 - 2003             |                      | x                  |                       |        | x       |
| Tim Kazurinsky                                       | 1981 - 1984             |                      | x                  |                       |        |         |
| Laura Kightlinger                                    | 1994 - 1995             | x                    |                    |                       |        |         |
| David Koechner                                       | 1995 - 1996             |                      | x                  |                       |        |         |
| Gary Kroeger                                         | 1982 - 1985             |                      | x                  |                       |        |         |
| Matthew Laurance                                     | 1980 - 1981             | x                    |                    |                       |        |         |
| Julia Louis-Dreyfus                                  | 1982 - 1985             |                      | x                  |                       | x      |         |
| Jon Lovitz                                           | 1985 - 1990             |                      | x                  |                       | x      | x       |
| Norm Macdonald                                       | 1993 - 1998             |                      | x                  | x                     | x      |         |
| Gail Matthius                                        | 1980 - 1981             |                      | x                  | x                     |        |         |
| Michael McKean                                       | 1994 - 1995             |                      | x                  |                       | x      |         |
| Mark McKinney                                        | 1995 - 1997             |                      | x                  |                       |        |         |
| Tim Meadows                                          | 1991 - 2000             |                      | x                  |                       |        | x       |
| Laurie Metcalf                                       | 1981                    | x                    |                    |                       |        |         |
| Seth Meyers                                          | 2001 - present          |                      | x                  | x                     |        |         |
| Dennis Miller                                        | 1985 - 1991             |                      | x                  | x                     |        |         |
| Jerry Minor                                          | 2000 - 2001             | x                    |                    |                       |        |         |
| Finesse Mitchell                                     | 2003 - 2006             |                      | x                  |                       |        |         |
| Jay Mohr                                             | 1993 - 1995             | x                    |                    |                       |        |         |
| Tracy Morgan                                         | 1996 - 2003             |                      | x                  |                       | x      | x       |
| Garrett Morris                                       | 1975 - 1980             |                      | x                  |                       |        |         |
| Bobby Moynihan                                       | 2008 - present          | x                    |                    |                       |        |         |
| Eddie Murphy                                         | 1980 - 1984             |                      | x                  |                       | x      | x       |
| Bill Murray                                          | 1977 - 1980             |                      | x                  | x                     | x      |         |
| Mike Myers                                           | 1989 - 1995             |                      | x                  |                       | x      | x       |
| Kevin Nealon                                         | 1986 - 1995             |                      | x                  | x                     |        |         |
| Laraine Newman                                       | 1975 - 1980             |                      | x                  |                       |        |         |
| Don Novello                                          | 1979 - 1980 1985 - 1986 | x                    |                    |                       | x      |         |
| Michael O'Donoghue†                                  | 1975                    |                      | x                  |                       |        |         |
| Cheri Oteri                                          | 1995 - 2000             |                      | x                  |                       |        | x       |
| Chris Parnell                                        | 1998 - 2006             |                      | x                  |                       |        |         |
| Nasim Pedrad                                         | 2009 - present          | x                    |                    |                       |        |         |
| Joe Piscopo                                          | 1980 - 1984             |                      | x                  | x                     |        |         |
| Amy Poehler                                          | 2001 - 2008             |                      | x                  | x                     |        | x       |
| Emily Prager                                         | 1981                    | x                    |                    |                       |        |         |
| Randy Quaid                                          | 1985 - 1986             |                      | x                  |                       |        |         |
| Colin Quinn                                          | 1995 - 2000             |                      | x                  | x                     |        |         |
| Gilda Radner†                                        | 1975 - 1980             |                      | x                  |                       |        | x       |
| Jeff Richards                                        | 2001 - 2004             |                      | x                  |                       |        |         |
| Rob Riggle                                           | 2004 - 2005             | x                    |                    |                       |        |         |
| Ann Risley                                           | 1980 - 1981             |                      | x                  |                       |        |         |
| Chris Rock                                           | 1990 - 1993             |                      | x                  |                       | x      | x       |
| Charles Rocket†                                      | 1980 - 1981             |                      | x                  | x                     |        |         |
| Tony Rosato                                          | 1981 - 1982             |                      | x                  |                       |        |         |
| Maya Rudolph                                         | 2000 - 2007             |                      | x                  |                       |        |         |
| Andy Samberg                                         | 2005 - present          |                      | x                  |                       |        |         |
| Adam Sandler                                         | 1991 - 1995             |                      | x                  |                       |        | x       |
| Horatio Sanz (en)                                    | 1998 - 2006             |                      | x                  | x                     |        |         |
| Tom Schiller                                         | 1979 - 1980             | x                    |                    |                       |        |         |
| Rob Schneider                                        | 1990 - 1994             |                      | x                  |                       |        |         |
| Paul Shaffer                                         | 1979 - 1980             | x                    |                    |                       | x      |         |
| Molly Shannon                                        | 1995 - 2001             |                      | x                  |                       | x      | x       |
| Harry Shearer                                        | 1979 - 1980 1984 - 1985 |                      | x                  |                       |        |         |
| Martin Short                                         | 1984 - 1985             |                      | x                  |                       | x      |         |
| Sarah Silverman                                      | 1993 - 1994             | x                    |                    |                       |        |         |
| Jenny Slate                                          | 2009 - present          | x                    |                    |                       |        |         |
| Robert Smigel                                        | 1991 - 1993             | x                    |                    |                       |        |         |
| David Spade                                          | 1990 - 1996             |                      | x                  |                       | x      | x       |
| Pamela Stephenson                                    | 1984 - 1985             |                      | x                  |                       |        |         |
| Ben Stiller                                          | 1989                    | x                    |                    |                       | x      |         |
| Jason Sudeikis                                       | 2005 - present          |                      | x                  |                       |        |         |
| Julia Sweeney                                        | 1990 - 1994             |                      | x                  |                       |        |         |
| Terry Sweeney                                        | 1985 - 1986             |                      | x                  |                       |        |         |
| Kenan Thompson                                       | 2003 - present          |                      | x                  |                       |        |         |
| Danitra Vance†                                       | 1985 - 1986             |                      | x                  |                       |        |         |
| Dan Vitale                                           | 1985 - 1986             | x                    |                    |                       |        |         |
| Nancy Walls                                          | 1995 - 1996             |                      | x                  |                       |        |         |
| Michaela Watkins                                     | 2008 - 2009             | x                    |                    |                       |        |         |
| Damon Wayans                                         | 1985 - 1986             | x                    |                    |                       | x      |         |
| Patrick Weathers                                     | 1980 - 1981             | x                    |                    |                       |        |         |
| Kristen Wiig                                         | 2005 - 2012             |                      | x                  |                       |        |         |
| Casey Wilson                                         | 2008 - 2009             | x                    |                    |                       |        |         |
| Fred Wolf                                            | 1995 - 1996             | x                    |                    |                       |        |         |
| Alan Zweibel                                         | 1979 - 1980             | x                    |                    |                       |        |         |
| † signifie qu'un membre ou ancien membre est décédé. |                         |                      |                    |                       |        |         |

## Participations
Voici la liste des comédiens du Saturday Night Live ayant participé le plus longtemps au show télévisé.
| Comédiens         | Années                     | Nombre de saisons | Nombre d'episodes |
| ----------------- | -------------------------- | ----------------- | ----------------- |
| Darrell Hammond   | 1995–present               | 14                | 272               |
| Seth Meyers       | 2001–2014                  | 13                | 153*              |
| Al Franken        | 1979–1980; 1986; 1987–1995 | 10                | 123               |
| Tim Meadows       | 1991–2000                  | 10                | 190               |
| Kevin Nealon      | 1986–1995                  | 9                 | 175               |
| Maya Rudolph      | 2000–2007                  | 9                 | 138               |
| Phil Hartman      | 1986–1994                  | 8                 | 156               |
| Chris Kattan      | 1996–2003                  | 8                 | 150               |
| Horatio Sanz (en) | 1998–2006                  | 8                 | 160               |
| Chris Parnell     | 1998–2006                  | 8                 | 148               |
| Amy Poehler       | 2001–2008                  | 8                 | 143               |
| Fred Armisen      | 2002–present               | 8                 | 133               |
| Dana Carvey       | 1986-1993                  | 7                 | 133               |
| Rachel Dratch     | 1999–2006                  | 7                 | 137               |
| Will Ferrell      | 1995–2002                  | 7                 | 141               |
| Will Forte        | 2002–present               | 7                 | 133               |
| Tracy Morgan      | 1996–2003                  | 7                 | 146               |
| Mike Myers        | 1989-1995                  | 7                 | 126               |
| Molly Shannon     | 1995-2001                  | 7                 | 122               |
| Kristen Wiig      | 2005-2012                  | 7                 | 135               |

## Invités qui ont passé une audition
| Invités          | Audition au SNL | Première apparition en guest | Dernière apparition en guest |
| John Goodman     | 6e (1980–1981)  | 2 décembre 1989              | 14 décembre 2013             |
| Jim Carrey       | 6e (1980–1981)  | 18 mai 1996                  | 18 mai 1996                  |
| Catherine O'Hara | 6e (1980–1981)  | 13 avril 1991                | 31 octobre 1992              |
| Geena Davis      | 8e (1982–1983)  | 22 avril 1989                | 22 avril 1989                |
| Paul Reubens     | 10e (1984-1985) | 23 novembre 1985             | 23 novembre 1985             |
| Lisa Kudrow      | 16e (1990–1991) | 5 octobre 1996               | 5 octobre 1996               |
| Steve Carell     | 21e (1995–1996) | 1er octobre 2005             | 17 mai 2008                  |
| Johnny Knoxville | 21e (1995–1996) | 7 mai 2005                   | 7 mai 2005                   |
| Dane Cook        | 28e (2002–2003) | 3 décembre 2005              | 30 septembre 2006            |

## Source
- (en) Cet article est partiellement ou en totalité issu de l’article de Wikipédia en anglais intitulé « Saturday Night Live cast members » (voir la liste des auteurs).